# Comuna Lîpețka Poleana, Hust
Lîpețka Poleana (în ucraineană Липецька Поляна) este o comună în raionul Hust, regiunea Transcarpatia, Ucraina, formată din satele Kalliv, Lîpețka Poleana (reședința), Ojoverh și Slopovîi.

## Demografie
Componența lingvistică a comunei Lîpețka Poleana
     Ucraineană (99,19%)
     Alte limbi (0,81%)
Conform recensământului din 2001, majoritatea populației comunei Lîpețka Poleana era vorbitoare de ucraineană (99,19%), existând în minoritate și vorbitori de alte limbi.